# Conrad Poppenhusen

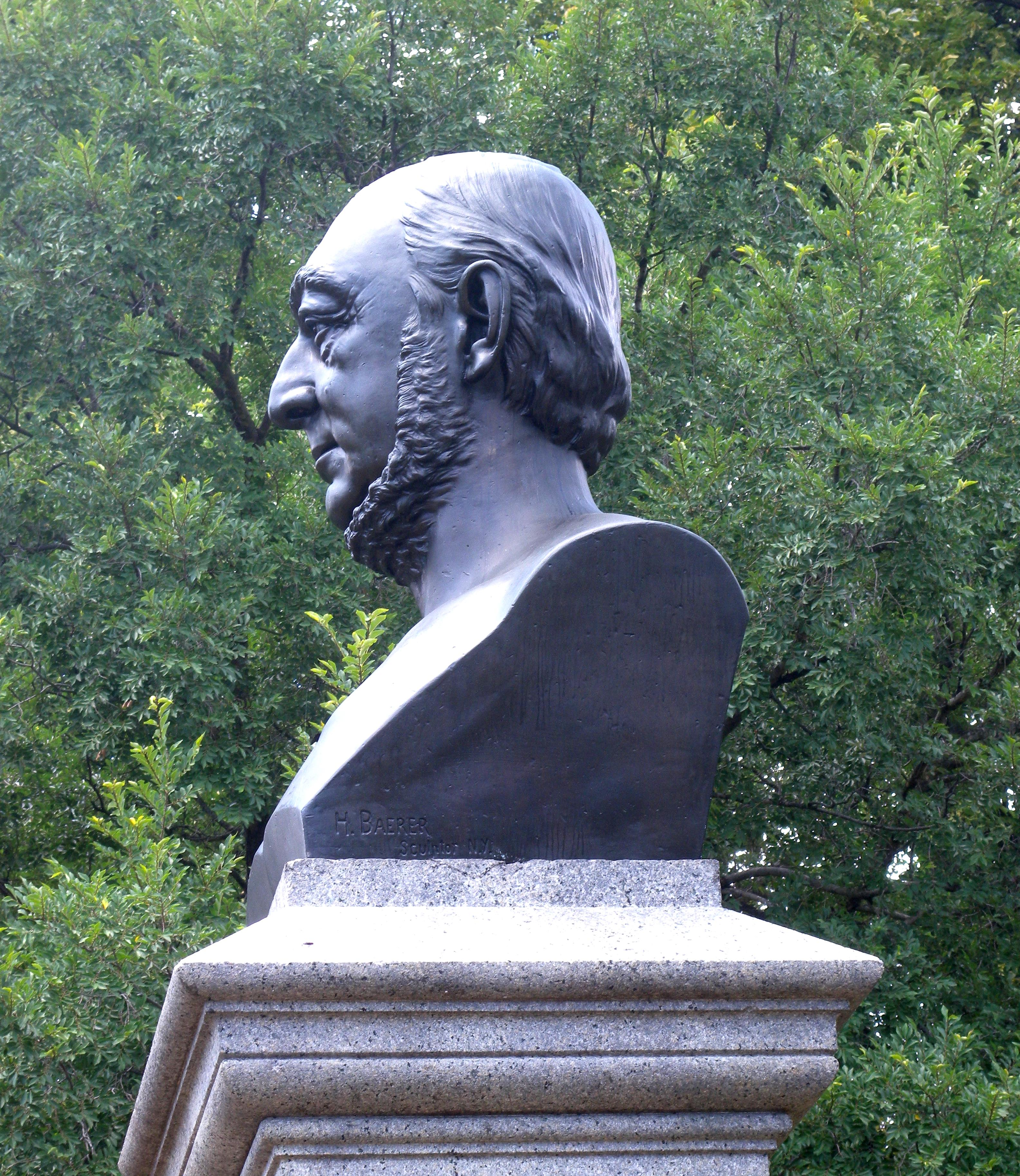
Büste auf Long Island

Conrad Poppenhusen (* 1. April 1818 in Hamburg; † 21. Dezember 1883 in College Point auf Long Island) war ein deutscher Unternehmer.

## Leben und Wirken
Conrad Poppenhusen kam als einziger Sohn des 1829 verstorbenen Kaufmanns Heinrich Conrad Poppenhusen in Hamburg zur Welt. Im Alter von 14 Jahren begann er eine Berufsausbildung. Er beendete das Dienstverhältnis nach fünfjährigen Rechtsstreitigkeiten mit seinem Lehrherren aufgrund ausstehender Gehaltszahlungen. Der Industrielle Heinrich Christian Meyer, auch bekannt als „Stockmeyer“, der zu den Freunden seines Vaters gehört hatte, stellte ihn in seiner Firma H. C. Meyer jr. an. Für das Unternehmen bereiste Poppenhusen viele Länder, darunter England. 1841 heiratete er Henriette Kärker, deren Vater als Buchhalter bei H. C. Meyer jr. arbeitete. 
Der Hamburger Brand bereiteten sowohl Poppenhusen als auch H. C. Meyer jr. Probleme. Heinrich Christian Meyer offerierte Poppenhusen danach Anteile an seinem Unternehmen und entsandte ihn mit seinem ältesten Sohn Heinrich Adolph Meyer nach New York City. 1842 gründeten sie dort die Fischbeinfabrik Meyer & Poppenhusen, an der Poppenhusen ab 1843 Anteile hielt. 1844 ging Heinrich Adolph Meyer zurück nach Deutschland. Poppenhusen, dessen Familie mittlerweile in die USA gefolgt war, leitete die Firma nun alleine. 1847/48 besuchte ihn dort Heinrich Christian Meyer, der in hohem Alter und von Krankheit geprägt einmal die USA bereisen wollte. Er überlegte zwischenzeitlich, hier sesshaft zu werden und die Fischbeinfabrik mit zu vergrößern.
Poppenhusen unterhielt viele Jahre Beziehungen zu Charles Goodyear, der 1851 die Vulkanisation vorstellte. Der Bruder Nelson Goodyear hatte seit 1847 mit der Erfindung des Hartgummis entsprechende Vorarbeiten geleistet. Poppenhusen hatte zwar Konflikte mit Heinrich Adolph Meyer, blieb dem Unternehmen jedoch treu. Er erwarb von Nelson Goodyear Patente und gründete 1852 die von Meyer & Poppenhusen gelenkte India Rubber Comb. Er durfte zunächst „künstliches Fischbein“ und ab 1853 Kämme aus Hartgummi produzieren. Bei dem Unternehmen handelte es sich um die erste Hartgummi-Fabrik der Welt. Da das Unternehmen rasch wuchs, bezog Poppenhusen 1855 einen neuen Standort auf Long Island. Das Unternehmen firmierte hier als College Point und sollte 600 bis 1000 Personen beschäftigen. Poppenhusen trennte sich von Heinrich Adolph Meyer und führte die Geschäfte gemeinsam mit dem Rheinländer Friedrich König weiter.
1856 kauften Poppenhusen und König eine Lizenz auf ein Patent L. Otto P. Meyers, der ein Stiefbruder Heinrich Christian Meyers war. L. Otto P. Meyer hatte in den Laboren der Firma Goodyear geforscht und einen Weg gefunden, Metallfolie in Serie zu pressen und im Flüssigbad zu vulkanisieren. Das Unternehmen Poppenhusen & König entwickelte sich durch die Patente über Jahrzehnte zu einem Quasi-Monopolisten. 1858 erwarben die Unternehmer die Beacon Dam Company, die auch als American Hard Rubber Co. of Conn. bekannt war. Den Firmensitz verlegten sie nach College Point. Nach mehrjährigen rechtlichen Auseinandersetzungen erhielten sie hierfür 1865 eine offizielle Genehmigung.
1858 starb Poppenhusens erste Ehefrau. In zweiter Ehe heiratete er Caroline Hütterott, deren Vater ein Industrieller aus Bremen war. Das Ehepaar bekam mehrere Kinder, darunter Friedrich Poppenhusen. Der Unternehmer zog von einer Mietwohnung in Brooklyn in eine eigene Villa in College Point. Er besuchte wiederholt Europa. Während des Sezessionskrieges, von dem er geschäftlich profitierte, unterstützte er freiwillige Kämpfer. Aufgrund seiner Erfahrungen während des Hamburger Brandes gründete er mehrere Versicherungen mit. Außerdem erwarb er mehrere Grundstücke in Brooklyn und zwei Erzminen. Von 1868 bis 1870 beteiligte er sich mit den Söhnen Adolph und Hermann an mehr als 80 Immobilienprojekten. Außerdem investierte er zunehmend in den Ausbau der Eisenbahn; die von ihm gegründete Flushing and North Side Railroad ging später in der Long Island Rail Road auf. 

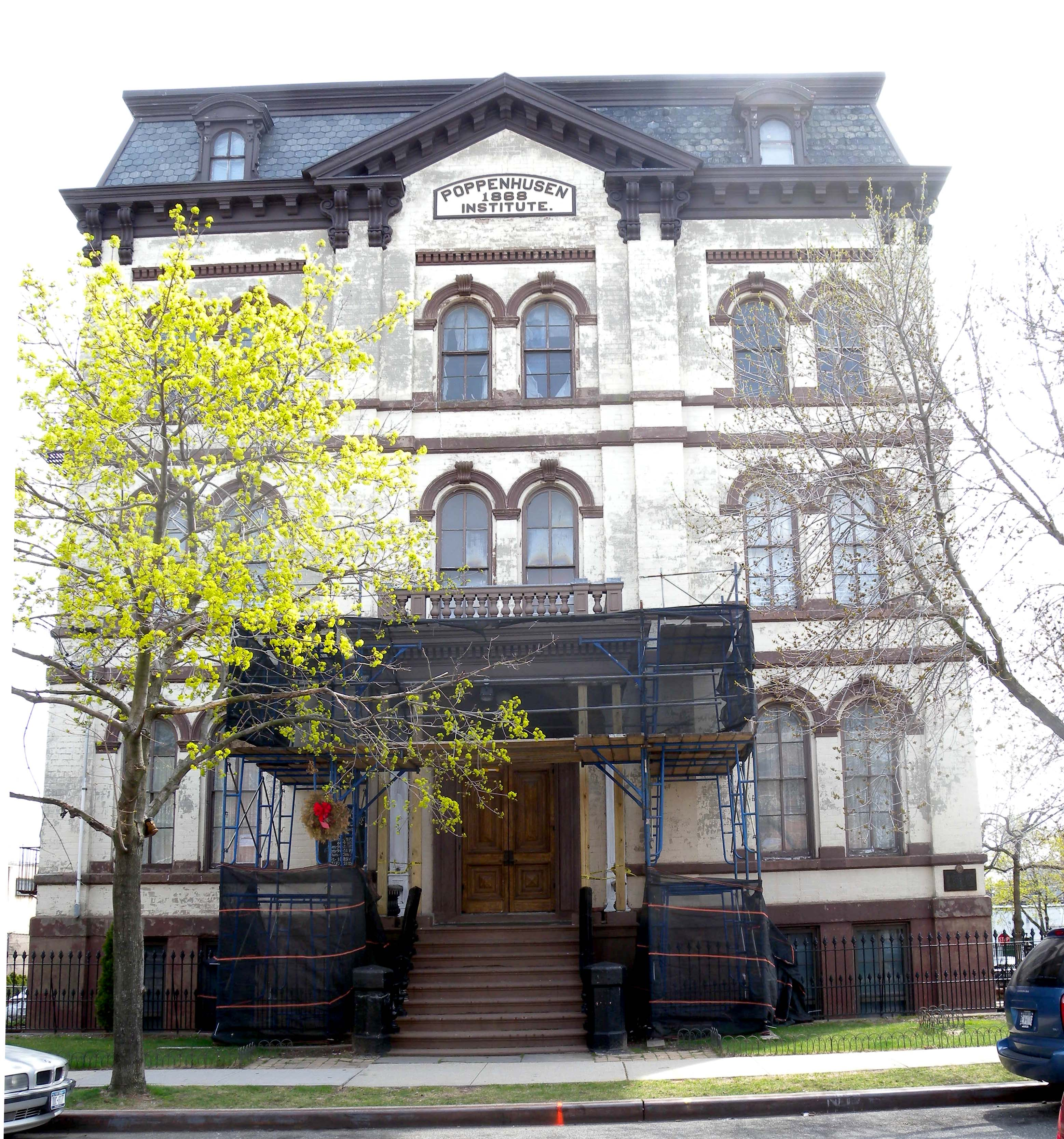
Poppenhusen Institute in Collegepoint (2009)

Anlässlich seines 50. Geburtstags stiftete er College Point das Poppenhusen Institute. Die Bildungseinrichtung sollte die Moral, Bildung und Sozialstandards der Arbeiter verbessern. Außerdem war hier einer der ersten Kindergärten der USA zu finden.
Da seine Frau gesundheitliche Probleme hatte, zog Poppenhusen mit ihr und den gemeinsamen Kindern 1870 nach Europa. Die Söhne aus erster Ehe blieben in den USA, wo sie die Geschäfte des Unternehmens weiterführten. Da sie Bremen als zu provinziell empfanden, verlegte die Familie den Wohnsitz von dort nach Hamburg. Sie lebten anfangs am Grindelhof und bezogen 1873 eine nach Plänen von Martin Haller errichtete Villa in der Klopstockstraße. Das Gebäude verfügte über ein „Wein-Vermehrungshaus & Kegelbahn“. Poppenhusen betätigte sich auch hier als Geschäftsmann: nach einer größeren Spende im Januar 1871 in College Point gründete er im Oktober desselben Jahres in Hamburg die New-York Hamburger Gummi-Waaren Compagnie. Zu den Mitaktionären gehörte Johann Hinrich Wilhelm Maurien, der bis 1869 als kaufmännischer Direktor der Gummi-Kamm Co. in Harburg gearbeitet und sich dort überworfen hatte und Poppenhusens Sohn Adolph. Außerdem beteiligte sich der bekannte Geschäftspartner Friedrich König aus den USA und Bernhard Arnold aus Hamburg, mit dem Poppenhusen freundschaftlich verbunden war. Vater und Sohn Poppenhusen besaßen ein Drittel der Aktien, Conrad Poppenhusen übernahm den Vorsitz des Verwaltungsrates. Das Unternehmen in Barmbek wuchs schnell und beteiligte sich erfolgreich an der Weltausstellung 1873.
Während die Geschäfte in Hamburg florierten, trieben die Söhne Poppenhusens das Unternehmen in den USA aufgrund von Eisenbahngeschäften, die sie vor dem Vater verbargen, in den Ruin. Poppenhusen besuchte die USA 1877, konnte das Unternehmen jedoch nur noch abwickeln, wobei er sein gesamtes Vermögen verlor. Die Villa in Hamburg musste er verkaufen. Er überlegte, nach Bremen zu ziehen, blieb jedoch in Hamburg, wo er schuldenfrei war und hoffte, dass über ihn kursierende Gerüchte schnell verstummten. Da er erfolgreich verhandelte und prozessierte, aber auch dank seiner Frau, konnte er bald eine neue Villa auf der Uhlenhorst erwerben. Außerdem gründete er in College Point ein neues Unternehmen, das jedoch nur wenig Profite abwarf. Als Unternehmer erwarb er in den Folgejahren ein großes Vermögen.
Poppenhusen reiste bis ins hohe Lebensalter in die USA. 1880 besuchte er die Feier anlässlich des 25-jährigen Bestehens der India Rubber Comb, an der er seit dem Bankrott keine Anteile mehr hatte. Bereits 1877 hatte er die New-York Hamburger Gummi-Waaren Compagnie verlassen. Bei einem der Aufenthalte in den USA starb Poppenhusen. Der Leichnam wurde nach Hamburg überführt und auf dem Friedhof Ohlsdorf beigesetzt. Poppenhusen, den der Architekt Martin Haller als „ehrenwerten Emporkömmling“ angesehen und als „Bedächtigen“, jedoch äußerst „Selbstbewussten“ bezeichnet hatte, hinterließ neben seiner Ehefrau, die ihn um zwanzig Jahre überlebte, zwei Unternehmen, die auf beiden Seiten des Atlantiks lange bestanden. Bis nach dem Ersten Weltkrieg verband beide Firmen ein „gentlemen's agreement“, zu dem keine weiteren Einzelheiten dokumentiert sind.
Im Bereich des ehemaligen Werksgeländes in Barmbek trägt seit 1910 die Poppenhusenstraße den Namen des Unternehmers. Das Museum der Arbeit zeigt außerdem ein Fernrohr, das Poppenhusen 1859 anlässlich der Heirat in Bremen von seinen Angestellten in College Point erhalten hatte.